# Miss Universo 1988
Miss Universo 1988 foi a 37ª edição do concurso, realizado no Lin Kou Stadium, Taipé, Taiwan, em 23 de maio daquele ano. Sessenta e seis candidatas disputaram o título, no evento que pela primeira vez em 21 anos não teve Bob Barker como apresentador, sendo substituído pelo canadense Alan Thicke.
A tailandesa Porntip Nakhirunkanok foi coroada como Miss Universo, a segunda de seu país, numa edição que ficou conhecida como o "Ano das Orientais", em que quatro misses da Ásia compuseram o Top 5, fato inédito na história do concurso.

## Escolha da sede
Helsinque, na Finlândia originalmente seria sede do concurso e foi anunciada como sede ao final do Miss Universo 1987.Mas,em 3 de janeiro de 1988,o prefeito da capital finlandesa Raimo Ilaskivi, anunciou que a cidade não poderia sediar o evento devido a problemas financeiros.No dia seguinte a este anúncio , o prefeito de Taipei, Hsu Shui-teh,anunciou que a cidade iria sediar o certame em maio do mesmo ano.

## Evento
Com apenas duas candidatas a menos do que o ano anterior e a primeira ausência de um dos países mais tradicionais da história do evento, a Grécia, o nível de qualidade de beleza desta edição foi superior. Liderando as preferências desde o início, estavam as misses USA, República da Coreia e  República Dominicana. Transmitido pela CBS para 600 milhões de espectadores em todo mundo. Este concurso foi também marcado por sua grande produção, luxuosa e colorida, com um número inicial dançado e cantado pelas participantes ao som de Dancing on the Ceiling, de Lionel Ritchie, com enormes fitas coloridas e uma grande pirâmide dourada com caracteres chineses inscritos, no palco.
Após os desfiles preliminares em maiô, as três favoritas dominaram a pontuação e foram todas selecionadas entre o Top 10. Além delas, algumas para surpresa de muitos, estavam Hong Kong, Japão, Colômbia, Noruega, México, Venezuela e Tailândia. Até aquele momento no concurso, Porntip, vencedora do Melhor Traje Típico, não vinha sendo considerada entre as favoritas. Depois das entrevistas, entretanto, ela conquistou os jurados e passou a liderar a competição.
O Top 5 foi formado por Tailândia, Coreia, Hong Kong, Japão e México. Com apenas uma latino-americana, Top 5 deste ano foi o único da história do concurso com 4 asiáticas. No final, apenas Porntip e uma chorosa e emocionada Chang Yun-Jung da Coreia, a tailandesa foi coroada como Miss Universo 1988, a segunda de seu país, 23 anos depois de Apasra Hongsakula, a Miss Universo 1965. A coreana Yun-Jung,grande favorita desde o início, chorou bastante após o concurso, descontente com a derrota. 
Sua vitória foi muito comemorada na Tailândia, um país onde concursos de beleza são extremamente populares; entre outras honrarias ela foi nomeada, aos 19 anos, Embaixadora da Boa Vontade nas Nações Unidas pelo Ministério das Relações Exteriores e condecorada com a Royal Medal of Honour pelo Rei Bhumibol Adulyadej por seus serviços prestados de assistência às crianças necessitadas durante seu reinado. Em 2002 ela casou-se com o empresário norte-americano Herbert Simon, dono do time de basquete Indiana Pacers e de  um conglomerado de empresas chamado Simon Property Group no Palácio Real de Verão em Bangkok  – entre os presentes estava a rainha Sirikit – e lhe deu um casal de filhos.
Hoje ela dirige uma fundação dedicada à ajuda e concessão de bolsas de estudo chamada Angels Wings Foundation.

## Resultados
| Colocação                | Candidata                                                                   | País                                                                   |
| ------------------------ | --------------------------------------------------------------------------- | ---------------------------------------------------------------------- |
| Miss Universo 1988       | Porntip Nakhirunkanok                                                       | Tailândia                                                              |
| 2º lugar                 | Chang Yun-jung                                                              | Coreia do Sul                                                          |
| 3º lugar                 | Amanda Beatriz Olivares                                                     | México                                                                 |
| 4º lugar                 | Mizuho Sakaguchi                                                            | Japão                                                                  |
| 5º lugar                 | Pauline Yeung                                                               | Hong Kong                                                              |
| Semifinalistas (Top 10): | Diana Arévalo Courtney Gibbs Bente Brunland Patricia Jiménez Yajaira Roldán | Colômbia · Estados Unidos · Noruega · República Dominicana · Venezuela |
| Premiações especiais     |                                                                             |                                                                        |
| Miss Simpatia            | Liza Camacho                                                                | Guam                                                                   |
| Miss Fotogenia           | Tracey Williams                                                             | Inglaterra                                                             |
| Melhor Traje Típico      | Porntip Nakhirunkanok                                                       | Tailândia                                                              |

## Candidatas
Em negrito, a candidata eleita Miss Universo 1988. Em itálico, as semifinalistas.
| - Alemanha - Christiane Kopp - Argentina - Claudia Pereyra - Austrália - Vanessa Gibson - Áustria - Maria Steinhart - Bahamas - Natasha Pinder - Bélgica - Daisy Van Cauwenbergh - Bermudas - Kim Lightbourne - Bolívia - Ana María Pereyra - Brasil - Isabel Beduschi - Canadá - Melinda Gillies - Chile - Verónica Romero - Cingapura - Audrey Ann Tay - Colômbia - Diana Arevalo (SF) - Coreia do Sul - Chang Yun-Jung (2°) - Costa Rica - Erika Paoli - Dinamarca - Pernille Nathansen - Egito - Amina Shelbaya - El Salvador - Ana Margarita Celarie - Equador - Cecilia Caminer - Escócia - Amanda Laird - Espanha - Sonsoles Artigas - Estados Unidos - Courtney Gibbs (SF, 2° TT) - Filipinas - Perfida Limpin - Finlândia - Nina Bjornström - França - Claudia Frittolini - Gibraltar - Mayte Sanchez - Groenlândia - Nuno Baadh - Guam - Liza Camacho (MS) - Guatemala - Silvia Mansilla - Holanda - Annabet Berendsen - Honduras - Jacqueline Mejia - Hong Kong - Pauline Yeung (5°) - Ilhas Virgens Americanas - Heather Carty | - Ilhas Virgens Britânicas - Nelda Farrington - Inglaterra - Tracey Williams (MF) - Irlanda - Adrienne Rock - Islândia - Anna Jonsdóttir - Israel - Shirly Mordechay - Itália - Simona Ventura - Jamaica - Leota Suah - Japão - Mizuho Sakaguchi (4°, 3° TT) - Líbano - Eliane Fakhoury - Luxemburgo - Lydie Garnie - Malásia - Linda Lum - Malta - Stephanie Spiteri - Marianas Setentrionais - Ruby Hamilton - México - Amanda Olivares (3°) - Nigéria - Omasan Buwa - Noruega - Bente Brunland (SF) - Nova Zelândia - Lana Coc-Kroft - País de Gales - Lise Williams - Paraguai - Marta Acosta - Peru - Katia Escudero - Porto Rico - Isabel Pardo - Portugal - Isabel Martins da Costa - República da China - Jade Hu Fei-Tsui - República Dominicana - Patricia Jiménez (SF) - Sri Lanka - Deepthi Alles - Suécia - Annika Davidsson - Suíça - Gabriela Bigler - Tailândia - Porntip Nakhirunkanok (1°, TT) - Trinidad e Tobago - Cheryl Gordon - Turcas e Caicos - Edna Smith - Turquia - Meltem Hakarar - Uruguai - Carla Trombotti - Venezuela - Yajaira Roldán (SF) |

- Miss Grécia, Teresa Liakou, não competiu na noite final, sendo enviada de volta para casa durante as preliminares por estar doente.

## Transmissão televisiva
No Brasil, o SBT apresentou um compacto de uma hora com os principais momentos do concurso, entre 23h30 e 0h30 do dia 24 de maio (horário de Brasília), sem nenhum destaque na imprensa, exceto em suas seções de programação televisiva.